# Ajee Cut
Ajee Cut is een bestuurslaag in het regentschap Aceh Besar van de provincie Atjeh, Indonesië. Ajee Cut telt 593 inwoners (volkstelling 2010).